# Castelfranco in Miscano
Castelfranco in Miscano – miejscowość i gmina we Włoszech, w regionie Kampania, w prowincji Benewent.
Według danych na I 2009 gminę zamieszkiwało 966 osób przy gęstości zaludnienia 22,4 os./1 km².